# واسط (مدينة تاريخية)
واسط (عرفت كذلك بأسماء واسط الحجاج وواسط العظمى وواسط العراق) كانت مدينة تاريخية بسواد العراق ازدهرت خلال العصور الوسطى.

## التاريخ
تعزى الرواية التقليدية لتأسيس المدينة إنشائها على يد الحجاج بن يوسف على الضفة الغربية لدجلة مقابل مدينة كسكر لتكون عاصمة له بسواد العراق.
قال سيبويه في كتابه "وأمَّا واسطٌ فالتذكير والصرف أكثر، وإنمَّا سمي واسطاً، لأنه مكانٌ وسط البصرة والكوفة. فلو أرادوا التأنيث قالوا: واسطةٌ. ومن العرب من يجعلها اسم أرض فلا يصرف".
استمرت واسط عاصمة للولاة الأمويين عقب وفاة الحجاج بصورة متقطعة. ازدهرت كعاصمة للسواد باعتمادها على الزراعة بهذا الإقليم ونشأتها كمركز لسك النقود. غير أن سيطرة العباسيين على العراق وتأسيسهم لبغداد أدت إلى تراجع أهمية واسط كمركز إداري. بيد أن عهد الخليفتين أبو جعفر المنصور والمهدي شهدا اهتماما بالزراعة بكورة كسكر وعاصمتها واسط. بانحلال سلطة العباسيين بالنصف الثاني من القرن التاسع، عادت واسط إلى واجهة الأحداث كإقطاع تحت سيطرة قادة عسكريين أتراك.
نهبها الزط خلال ثورتهم سنة 834 كما تعرضت لتخريب واسع خلال ثورة الزنج سنة 877. وأدى وباء سنة 871 إلى تقليص عدد سكانها بشكل كبير. على أن هذا لم يمنع ازدهار المدينة مجددا بحلول القرن العاشر.
تحولت المدينة إلى المذهب الشيعي بمنتصف القرن الحادي عشر فأصبحت الخطبة بها تتم باسم الخليفة الفاطمي. غير أن السلاجقة سيطروا عليها بعد حصار طويل خلال حربهم ضد عصيان البساسيري الموالي للفاطميين. وتميزت الفترة التي عقبت وفاة السلطان ملك شاه سنة 1092 بالتناحر بين الأمراء السلاجقة على العراق وأمراء الحلة من بني مزيد فاستمرت المنطقة بالانحدار اقتصاديا وسكانيا. ولم يتحسن وضع المدينة حين حاول الراشد بالله ومن بعده المقتفي لأمر الله فرض السيطرة العباسية على السواد. غير أن القرنين اللاحقين اتسما بتركيز سيطرة العباسيين ما أعاد للمدينة جزءا من ازدهارها القديم.
قاومت المدينة جيش المغول بقيادة هولاكو سنة 1258م ما أدى إلى مقتل العديد من سكانها. غير أن خلفائه الإلخانيين أعادوا ترميمها. كما استعادت واسط مكانتها كمركز لسك النقود بعد انتقالها لسيطرة الجلائريين سنة 1339. تظهر أهمية المدينة بقيام تيمورلنك بوضع حامية كبيرة عليها عقب قيامه بغزوها.
بدأت أهمية المدينة بالانحدار بشكل نهائي بعد سيطرة قبيلة قراقويونلو التركمانية عليها. فأصبحت واسط هدفاً سهلاً للمشعشين الذين أغاروا عليها عدة مرات كانت آخرها سنة 1454 حين نهبت ودمرت بشكل كامل. غير أن إحدى ضواحيها المعروفة بواسط الثانية ظلت مأهولة حتى أوائل العهد العثماني بالقرن السادس عشر حتى هجرها بشكل نهائي بعد أن غير دجلة مجراه تاركا المدينة قابعة وسط الصحراء.

## محلاتها
كانت مدينة واسط تتألف من محلات تقع في جانبيها الشرقي والغربي:

1. محلات الجانب الغربي: محلة باب الزاب، محلة الورّاقين، محلة الرزّازين، محلة الخزاعيين، محلة بني دالان، محلة الكتبيين.

2. محلات الجانب الشرقي: محلة برجونية، محلة الحزّامين، محلة الحوز (حوز برقة)، محلة سويقة أبي عيينة، محلة دوبنايا، محلة بابسير.

## معرض صور

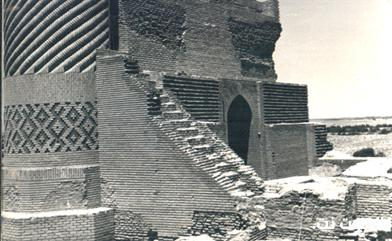
المدينة القديمة _واسط
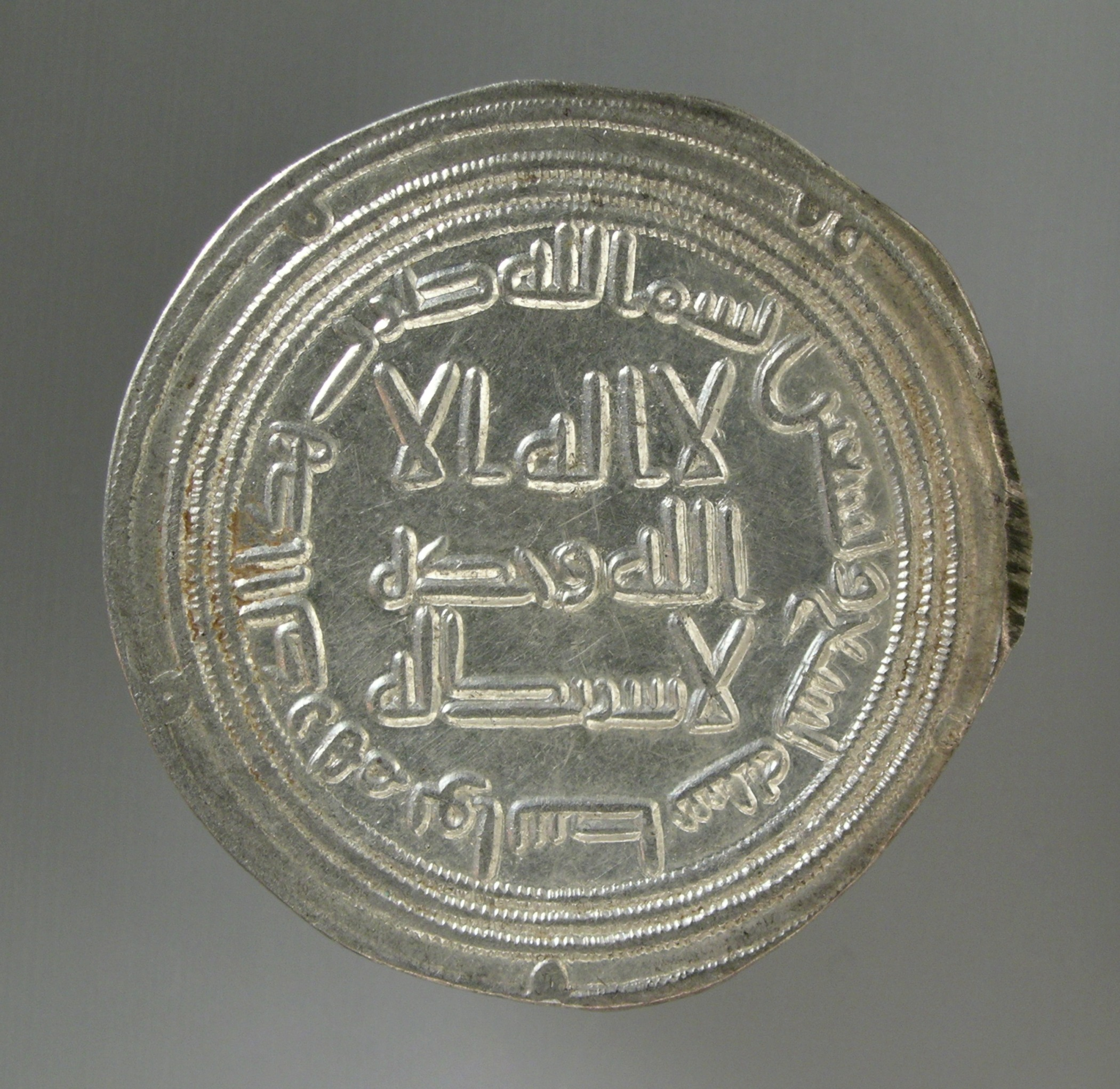
درهم
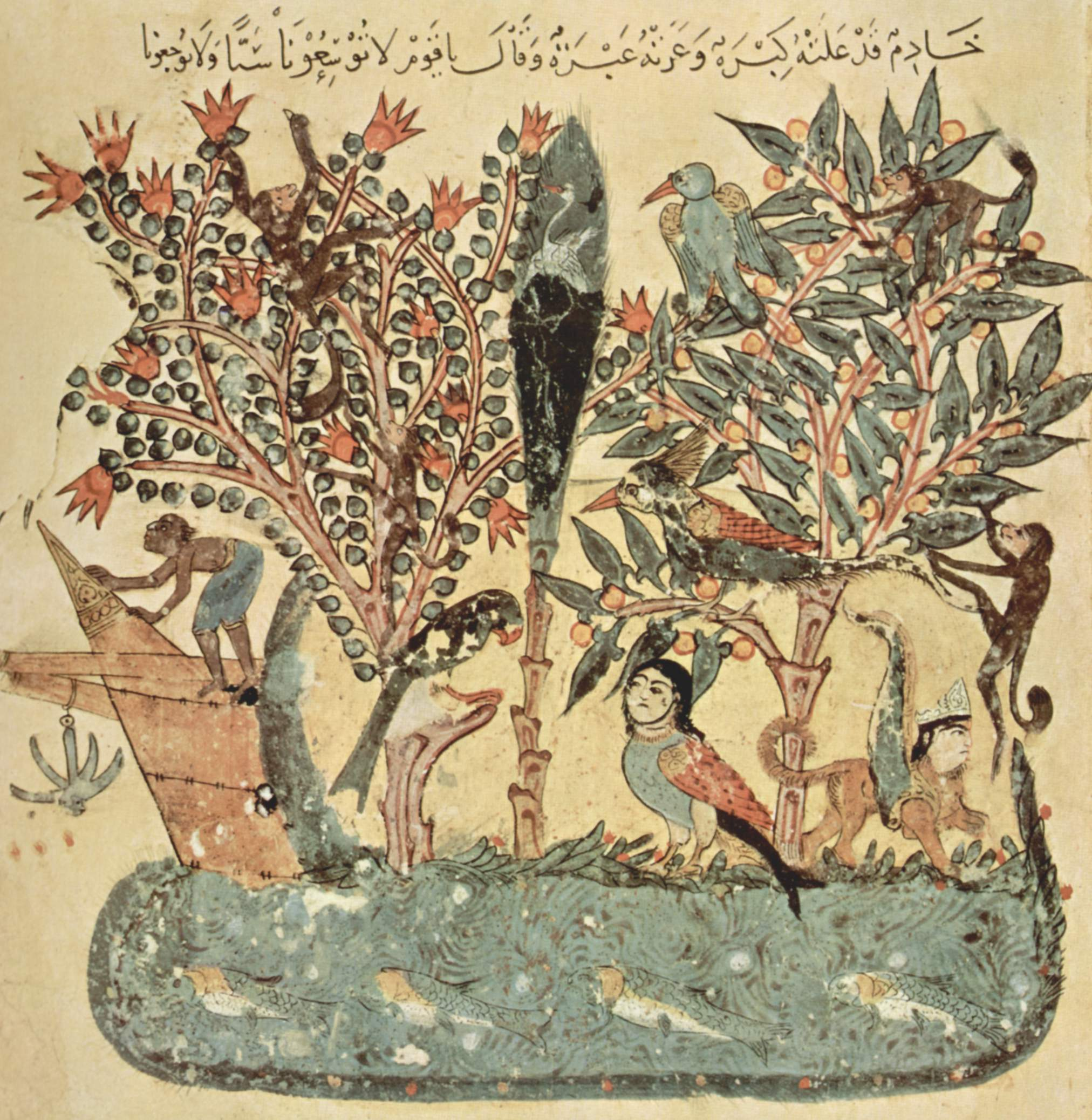
يحيى محمود الواسطي
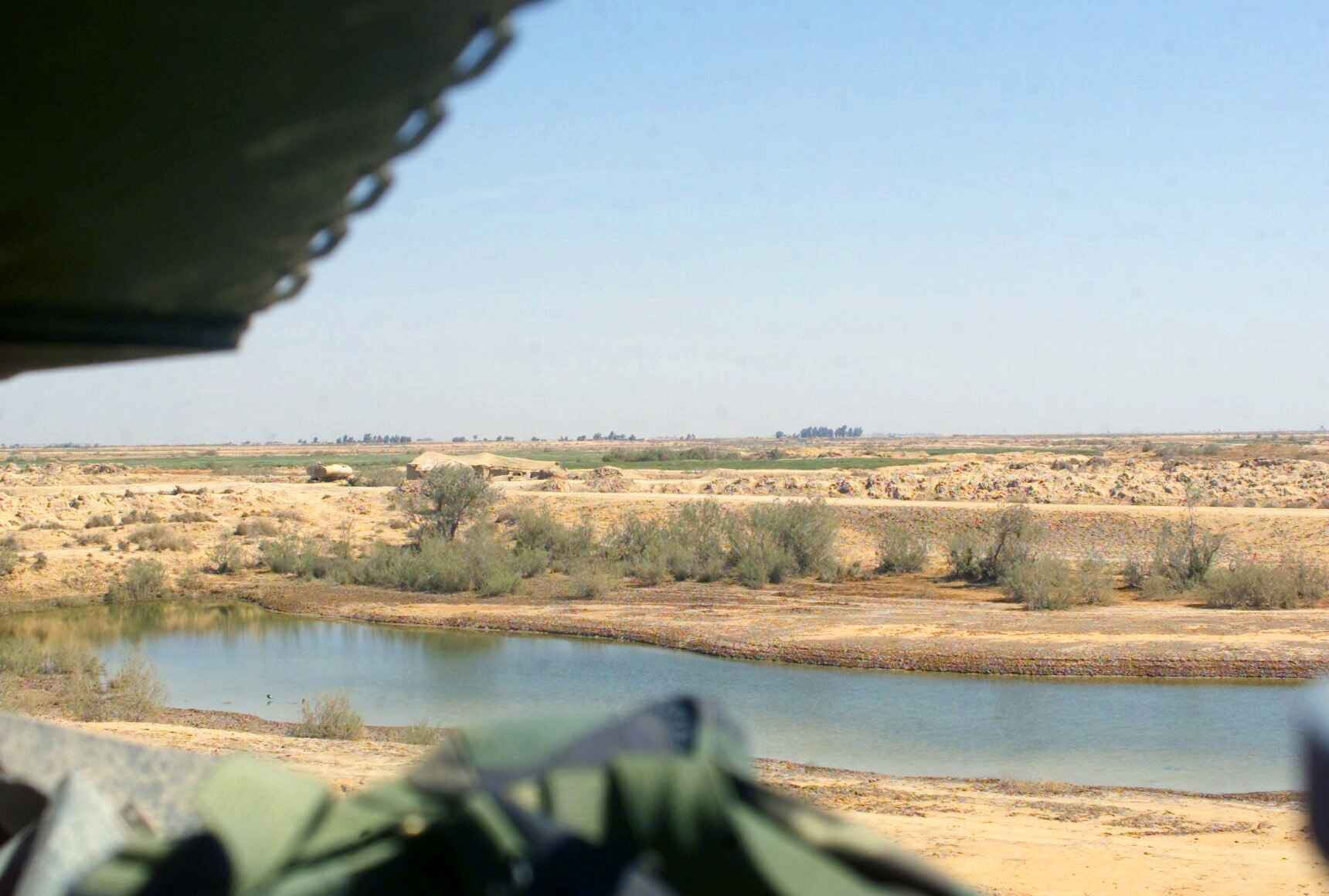
محطة للتزود بالوقود، الطريق السريع